# Fanfare (1907)
Fanfare – francuski niszczyciel z okresu I wojny światowej. Jednostka typu Branlebas. Okręt wyposażony w dwa kotły parowe opalane węglem. Okręt przetrwał wojnę. Został skreślony z listy floty 28 września 1925 roku.